# Lon Pennock
Lon Pennock (La Haya, 22 de mayo de 1945 - La Haya, 9 de marzo de 2020) fue un escultor neerlandés.

## Datos biográficos
Leonardus Petrus Paulus Pennock estudió escultura en la Academia Real de Arte en La Haya, del 1962 a 1967. Luego continuó sus estudios con una beca en la francesa École nationale supérieure des beaux-arts en París, hasta 1968. En 1969 recibió los Premios van Hulten y Jacob Maris. Dos veces fue becado por el Ministerio de Trabajo, Cultura, Recreación y Social: en 1973 y en 1979. Pennock desarrolló tanto un estilo tradicional como abstracto e incluso minimalista. 
Pennock vivió y trabajó en La Haya.
Lon Pennock es el autor de la escultura titulada Intersección - Intersection- que forma parte del proyecto Sokkelplan de La Haya, obra de 1996.

## Obras
| Título                    | Ubicación/dirección | Año  | Material | Imagen |
| ------------------------- | --- | ---- | -------- | ------ |
| Intersection Intersección | La Haya dentro del proyecto Sokkelplan. 52°4′37.98″N 4°18′58.4″E / 52.0772167, 4.316222                                                                                              | 1996 |          |        |
| L'Homme El hombre         | Leyweg, sur de La Haya | 1973 |          |        |
| Objeto Object             | Morselaan, oeste de La Haya | 1972 |          |        |
| Waves                     | Košice, Slowakije | 1970 |          |        |
| Zonder titel              | Storminkstraat Deventer | 1970 |          |        |
| Vis                       | Dr. J.W. Paltelaan Zoetermeer |      |          |        |
| Boom                      | Hoge Prins Willemstraat La Haya | 1973 |          |        |
| Ritme van drie            | Bleiswijk | 1974 |          |        |
| Sluis                     | Ámsterdam | 1975 |          |        |
| Windbeeld en omgeving     | Canal del mar del Norte IJmuiden | 1976 |          |        |
| Balance of Sheets         | Johan de Wittlaan Stadhouderslaan La Haya | 1980 |          |        |
| Landmark                  | Maarssen | 1981 |          |        |
| Intersection              | Ockenburgstraat La Haya | 1981 |          |        |
| zonder titel              | Róterdam | 1984 |          |        |
| zonder titel              | slangentoren brandweer Almere | 1984 |          |        |
| The Arch                  | Ámsterdam | 1987 |          |        |
| Sheet with Frame          | Sinjeur Semeynsweg La Haya | 1987 |          |        |
| Zonder titel              | Róterdam | 1989 |          |        |
| Black Waves               | Ámsterdam | 1993 |          |        |
| Balance                   | Rathausvorplatz Kaiserslautern | 2000 |          |        |
| Antipode                  | Plantage Schiedam | 2007 |          |        |
| Agneta van Marken-Matthes | Agnetapark Zocherweg Delft | 2009 |          |        |
| The River                 | Con esta escultura, ubicada en el Blaak Pennock de Róterdam tiene un vínculo especial, ya que el escultor fue director de la Academia de Bellas Artes de Róterdam en el mismo Blaak. | 1984 |          |        |